# Ernest Wanko
Ernest Wanko   (Nkongsamba i Bafoussam, 4 d'abril de 1934 - Douala, 17 de març de 2015) és un atleta francès, nascut al Camerun, especialista en el salt de llargada i les curses de velocitat, que va competir durant la dècada de 1950.
En el seu palmarès destaca una medalla de bronze en el salt de llargada del Campionat d'Europa d'atletisme de 1954, rere l'hongarès Ödön Földessy i el polonès Zbigniew Iwański. Va guanyar el campionat nacional de llargada de 1954.
Entre el 1963 i el 1972 fou el primer president del Comitè Olímpic del Camerun.

## Millors marques
- Salt de llargada. 7,41 metres (1957)[4]